# X Division
Nel mondo del wrestling con l'espressione X Division si indica uno stile di lotta rapido e ad alto rischio che prevede l'utilizzo di molte tecniche aeree visto inizialmente nella Total Nonstop Action Wrestling e da allora anche nelle varie promotion del circuito National Wrestling Alliance. Lo slogan identificativo è stato per molti anni:
Con il termine X Division si indica anche la "divisione" o "categoria" della Total Nonstop Action in qualche modo riconducibile alla tipica divisione dei pesi leggeri per lo stile di lotta, ma non per la classe di peso. Se nelle classiche divisioni dei pesi leggeri lottano wrestler dal peso inferiore ai 100 kg, nella X Division può accadere che a lottare siano anche i pesi massimi.
La X Division ha un suo titolo, il TNA X Division Championship, ed un suo roster di atleti che hanno in comune non la stazza ma la tecnica di lotta. Inoltre esiste una tipologia di match propria della X Division, chiamata Ultimate X.

## Storia
Lo stile ad alto rischio, rapido e pieno di tecniche aeree da sempre utilizzate nella lucha libre, era divenuto una delle attrazioni anche nel pro wrestling USA nella World Championship Wrestling e nella Extreme Championship Wrestling alla fine degli anni novanta. Piuttosto che enfatizzare il fatto che la maggior parte di lottatori che utilizzava questo stile erano sotto le 220 lb (100 kg) chiamandola una divisione di cruiserweight, la TNA decise di enfatizzare la natura ad alto rischio delle mosse che i lottatori compievano solamente in TNA, su cui non era posta nessuna limitazione.
Come riporta Bob Ryder in The History of TNA: Year 1, chiamarono così la divisione dopo gli X Games.
Fino al 2011, non c'era un limite di peso massimo nella X Division o per il suo titolo, anche se in pratica la maggior parte dei lottatori in questa divisione erano cruiserweights, con Sonny Siaki, Samoa Joe, Kurt Angle, ed Abyss uniche eccezioni notabili. Per enfatizzare questo punto, il motto pubblicitario usato per descrivere la divisione era: "It's not about weight limits, it's about no limits".
L'11 agosto 2011, nell'edizione di Impact, Eric Bischoff, figura di autorità nella TNA, ha annunciato che da quel punto in avanti la X Division avrebbe avuto un limite di peso di 225 lb (102 kg). Dopo l'ufficializzazione del limite di peso lo stesso è stato però prevalicato per due volte quando a Samoa Joe (280 libbre, 130 kg) gli fu concesso un match per il titolo a Slammiversary 2012 e successivamente anche Rob Van Dam (237 libbre, 108 kg) per Bound For Glory 2012. 
Al marzo 2013 era stato introdotto un nuovo regolamento in cui si diceva che ogni match doveva essere disputato con la formula del triple threat ossia match a tre sfidanti e il nuovo limite di peso era stato fissato a 230 libbre. Non essendo Stato accolto dai favori del pubblico, questo regolamento è stato annullato nell'agosto dello stesso anno; quindi attualmente non esistono limiti nuovamente di peso per la categoria.
Anche se è stata de-enfatizzata nel corso di alcune annate, la X Division è generalmente considerata una delle attrazioni di punta della TNA; la X Division è ciò che ha reso la federazione differente dal resto del mainstream targato USA.
Attualmente la categoria ha un due eventi esclusivi annuali: sono il One Nighy Only Xtravaganza e l'evento estivo Destination X proposto in un appuntamento settimanale e che una volta era proposto in ppv. 
La X Division è arrivata a ricoprire il main event di un ppv in un'occasione:
con il three-way match di Unbreakale 2005 tra Samoa Joe A.J. Styles e Christopher Daniels.
Questo match ha avuto il raro rating di 5 stelle dal Wrestling Observer.
Appunto quest'ultimo match va inserito nel contesto di uno dei più intensi feud nella storia della X Division. La storyline descrive l'inizio del feud quando Joe partecipa e vince la Super X Cup nel 2005, battendo AJ Styles in finale via submission;Joe non aveva ancora mai perso un incontro ed era così diventando uno dei migliori wrestlers nella divisione. 
Il campione inaugurale fu A.J. Styles che vinse sconfiggendo nel secondo ppv della federazione, in un four way double elimination match, Low Ki Psicosis e Jerry Lynn.
Aj Styles rimane il più acclamato ed anche il primo storicamente che ha prevalicato i confini della categoria diventando TNA World Champion in svariate occasioni e rimanendo spesso nel corso degli anni main eventer. 
Chris Sabin è il lottatore ad aver vinto più titoli con ben otto per la precisione. 
Il record di chi ha detenuto per più tempo il titolo X Division appartiene ad Austin Aries, con 301 giorni da campione.
Jerry Lynn, Low Ki ed AJ Styles vengono definiti coloro che hanno costruito le peculiarità della categoria fin dalle origini.
Straordinario il loro triple threat ladder match per il titolo.

## Tornei
I Tornei X Cup della TNA consistono in varie tipologie di tornei della X Division a cui partecipano non solo i lottatori che fanno parte del roster ma anche lottatori o squadre che provengono da tutte le parti del mondo per combattere in TNA, per aver la possibilità di poter vincere vari trofei e match titolati.
Il primo torneo è stato il TNA 2003 Super X Cup Tournament, che fu vinto da Chris Sabin. 
Il torneo ebbe un gran successo,allorché fu riproposto più volte.
Dopo dieci anni ne organizzarono un altro torneo nel 2017 ed un altro ancora nel 2021.
Ci sono stati 8 tornei, esattamente quattro tornei della super x cup e quattro tornei di squadra.
Il primo torneo della X Cup fu organizzato nel 2003.
Hanno partecipato lottatori provenienti da varie compagnie ad esempio dalla Pro Wrestling NOAH , dalla Lucha Libre AAA Worldwide e dalla All Japan Pro Wrestling.
Prima che iniziasse il primo torneo i dirigenti dell'epoca dissero che se un lottatore avesse vinto il torneo,si sarebbe assicurato automaticamente la possibilità di sfidare il campione della X Division.
Il campione inaugurale Chris Sabin è colui che detiene il record di vittorie,esattamente 3 ( 1 vittoria individuale e due vittorie di squadre con il Team USA)
Sia il Team Mexico che il Team USA hanno vinto entrambi due volte il torneo.
Per quanto riguarda il torneo individuale,nessuno ha mai vinto più di una volta.

## Date, arene e vincitori
| Evento               | Date                                                                      | Arena                          | Vincitore                                                                   | Vittorie totali    | Secondo posto                                                             |
| -------------------- | ------------------------------------------------------------------------- | ------------------------------ | --------------------------------------------------------------------------- | ------------------ | ------------------------------------------------------------------------- |
| 2003 Super X Cup     | 20 Agosto 2003 27 Agosto 2003                                             | TNA Asylum                     | Chris Sabin                                                                 | 1                  | Juventud Guerrera                                                         |
| 2004 America's X Cup | 11 Febbraio 2004 March 2004 7 Aprile 2004                                 | TNA Asylum                     | Team Mexico (Mr. Águila, Hector Garza, Abismo Negro, and Juventud Guerrera) | 1 (1, 1, 1, and 1) | Team USA (Christopher Daniels, Jerry Lynn, Chris Sabin, and Elix Skipper) |
| 2004 World X Cup     | 26 Maggio 2004                                                            | TNA Asylum                     | Team USA (Christopher Daniels, Jerry Lynn, Chris Sabin, and Elix Skipper)   | 1 (1, 1, 2, and 1) | Team Canada (Teddy Hart, Jack Evans, Petey Williams and Johnny Devine)    |
| 2005 Super X Cup     | 22 Luglio 2005 29 Luglio 2005 5 Agosto 2005 14 Agosto 2005                | TNA Impact! Zone               | Samoa Joe                                                                   | 1                  | A.J. Styles                                                               |
| 2006 World X Cup     | 27 Aprile 2006 4 Maggio 2006 11 Maggio 2006 14 Maggio 2006                | TNA Impact! Zone               | Team USA (Chris Sabin, Sonjay Dutt, Alex Shelley, and Jay Lethal            | 2 (3, 1, 1, and 1) | Team Canada (Tyson Dux, Eric Young, Petey Williams and Johnny Devine)     |
| 2008 World X Cup     | 19 Giugno 2008 26 Giugno 2008 3 Luglio 2008 10 Luglio 2008 13 Luglio 2008 | TNA Impact! Zone Reliant Arena | Team Mexico (Averno, Rey Bucanero, Ultimo Guerrero, and Volador Jr.)        | 2 (1, 1, 1, and 1) | Team USA (Kaz, Chris Sabin, Curry Man, and Alex Shelley)                  |
| 2017 Super X Cup     | 16 Luglio 2017 23 Luglio 2017 17 Agosto 2017                              | GFW Impact! Zone               | Dezmond Xavier                                                              | 1                  | Taiji Ishimori                                                            |
| 2021 Super X Cup     | 9 Gennaio 2021                                                            | Skyway Studios                 | Ace Austin                                                                  | 1                  | Blake Christian                                                           |

## Ultimate X Match
L'Ultimate X match è un match tipico della X Division. È molto simile a un ladder match, ad eccezione di due cavi che si incrociano sopra il ring, e un oggetto di valore è appeso nell'intersezione tra i due. Il vincitore è colui che prende l'oggetto posto al centro dei cavi e lo porta a terra sul ring.
Fu creato originalmente nell'agosto 2003 e vide contrapporsi Michael Shane, Frankie Kazarian e Chris Sabin. Da allora in poi, ventiquattro Ultimate X matches hanno avuto luogo, alcuni per il X Division championship, alcuni per il TNA World Tag Team Championship, e alcuni con una rossa e gigante X sospesa sopra il ring, a simboleggiare lo status di primo contendente.